# Кардиналы (рыбы)
Кардиналы (лат. Tanichthys) — род пресноводных лучепёрых рыб семейства карповых отряда Карпообразных, были систематизированы Лином в 1932 году. Почти семь десятков лет этот род  включал в себя только один вид — кардинал (лат. Tanichthys albonubes). Однако в 2001 году немецкие ихтиологи Йорг Артур Фрайхоф (Jörg Arthur Freyhof) и Фабиан Гердер (Fabian Herder) описали новый, очень похожий вид — Tanichthys micagemmae, обнаруженный в реке Бенхай во Вьетнаме.

## Этимология
Научное название присвоил данному роду в 1932 году китайский учёный Лин Шу Йен (Lin Shu Yen): лат. Tanichthys означает «рыбы Тана» — по имени лидера пионерского движения КНР, который обнаружил первые экземпляры этих рыбок.

## Видовой состав
В род включены 3 вида:
- Tanichthys albonubes Lin, 1932 — кардинал
- Tanichthys micagemmae Freyhof & Herder, 2001
- Tanichthys thacbaensis Nguyen & Ngo, 2001

Среди научных наименований представлено также Tanichthys kuehnei (Bohlen, Dvorák, Thang & Šlechtová, 2019).